# Liste des ministres des Affaires étrangères de Tchécoslovaquie
Cet article dresse la liste des ministres tchécoslovaques chargés des Affaires étrangères, de 1918 à 1992.

## Première République tchécoslovaque (1918–1938)
| Nom | Nom                    | Nom                    | Dates du mandat | Dates du mandat | Parti                                                 | Présidence    |
| --- | ---------------------- | ---------------------- | --------------- | --------------- | ----------------------------------------------------- | ------------- |
|     | Edvard Beneš vers 1942 | Edvard Beneš 1884-1948 | 14/11/1918      | 18/12/1935      | Parti national social tchèque (CSNS)                  | Tomáš Masaryk |
|     | Milán Hodža vers 1908  | Milan Hodža 1878–1944  | 18/12/1935      | 29/02/1936      | Parti républicain des agriculteurs et paysans (RSZML) | Edvard Beneš  |
|     | Kamil Krofta en 1936   | Kamil Krofta 1876–1945 | 29/02/1936      | 04/10/1938      | Démocratie nationale (ČsND)                           | Edvard Beneš  |

## Deuxième République tchécoslovaque (1938–1939)
| Nom | Nom                           | Nom                             | Dates du mandat | Dates du mandat | Parti                                                 | Présidence            |
| --- | ----------------------------- | ------------------------------- | --------------- | --------------- | ----------------------------------------------------- | --------------------- |
|     | František Chvalkovský en 1923 | František Chvalkovský 1885–1945 | 05/10/1938      | 15/03/1939      | Parti républicain des agriculteurs et paysans (RSZML) | Jan Syrový Emil Hácha |

## Gouvernement tchécoslovaque en exil (1940–1945)
| Nom | Nom                 | Nom                   | Dates du mandat | Dates du mandat | Parti       | Présidence   |
| --- | ------------------- | --------------------- | --------------- | --------------- | ----------- | ------------ |
|     | Jan Masaryk en 1924 | Jan Masaryk 1886-1948 | 21/07/1940      | 05/04/1945      | Indépendant | Edvard Beneš |

## Troisième République tchécoslovaque (1945–1948)
| Nom | Nom                 | Nom                   | Dates du mandat | Dates du mandat | Parti       | Présidence   |
| --- | ------------------- | --------------------- | --------------- | --------------- | ----------- | ------------ |
|     | Jan Masaryk en 1924 | Jan Masaryk 1886-1948 | 05/04/1945      | 10/03/1948      | Indépendant | Edvard Beneš |

## République socialiste tchécoslovaque (1948–1989)
| Nom | Nom                       | Nom                          | Dates du mandat | Dates du mandat | Parti                           | Présidence                                                                  |
| --- | ------------------------- | ---------------------------- | --------------- | --------------- | ------------------------------- | --------------------------------------------------------------------------- |
|     |                           | Vladimír Clementis 1902-1952 | 18/03/1948      | 14/03/1950      | Parti communiste tchécoslovaque | Edvard Beneš Klement Gottwald                                               |
|     | Viliam Široký en 1957     | Viliam Široký 1902–1971      | 14/03/1950      | 31/12/1952      | Parti communiste tchécoslovaque | Klement Gottwald                                                            |
|     |                           | Václav David 1910–1996       | 31/03/1953      | 08/04/1968      | Parti communiste tchécoslovaque | Antonín Zápotocký Viliam Široký Antonín Novotný Jozef Lenárt Ludvík Svoboda |
|     | Jiří Hájek en 1977        | Jiří Hájek 1913–1993         | 08/04/1968      | 19/09/1968      | Parti communiste tchécoslovaque | Ludvík Svoboda                                                              |
|     |                           | Oldřich Černík 1921–1994     | 19/09/1968      | 31/12/1968      | Parti communiste tchécoslovaque | Ludvík Svoboda                                                              |
|     |                           | Ján Marko 1920–              | 02/01/1969      | 09/12/1971      | Parti communiste tchécoslovaque | Ludvík Svoboda                                                              |
|     | Bohuslav Chňoupek en 1975 | Bohuslav Chňoupek 1925–2004  | 09/12/1971      | 11/10/1988      | Parti communiste tchécoslovaque | Ludvík Svoboda Gustáv Husák                                                 |
|     |                           | Jaromír Johanes 1933–        | 12/10/1988      | 10/12/1989      | Parti communiste tchécoslovaque | Gustáv Husák                                                                |

## République fédérale tchèque et slovaque (1989–1992)
| Nom | Nom                     | Nom                       | Dates du mandat | Dates du mandat | Parti                                                                 | Présidence                |
| --- | ----------------------- | ------------------------- | --------------- | --------------- | --------------------------------------------------------------------- | ------------------------- |
|     | Jiří Dienstbier en 2009 | Jiří Dienstbier 1937–2011 | 10/12/1989      | 27/06/1992      | Forum civique                                                         | Marián Čalfa Václav Havel |
|     |                         | Jozef Moravčík 1945–      | 02/07/1992      | 31/12/1992      | Parti populaire – Mouvement pour une Slovaquie démocratique (ĽS-HZDS) | Václav Havel Jan Stráský  |

- (en) Cet article est partiellement ou en totalité issu de l’article de Wikipédia en anglais intitulé « Ministry of Foreign Affairs (Czechoslovakia) » (voir la liste des auteurs).